# Grammy for Bedste rap/sung-samarbejde
Grammy for Best Rap/Sung Collaboration er en amerikansk pris der uddeles af Recording Academy for årets bedste samarbejde mellem en rapper og en sanger. Prisen går til rapperen/rapperne og sangeren/sangerne. Prisen har været uddelt siden 2002.

## Modtagere af Grammy for Best Rap/Sung Collaboration
- 2025: Rapsody & Erykah Badu for 3:AM
- 2024: Lil Durk & J. Cole for All My Life
- 2023: Future, Drake & Tems for Wait For U
- 2022: Kanye West, The Weeknd & Lil Baby for Hurricane
- 2021: Anderson .Paak for Lockdown
- 2020: DJ Khaled, Nipsey Hussle & John Legend for Higher
- 2019: Childish Gambino for This is America
- 2018: Kendrick Lamar & Rihanna for Loyalty
- 2017: Drake for Hotline Bling
- 2016: Kendrick Lamar, Bilal, Anna Wise & Thundercat for These Walls
- 2015: Eminem & Rihanna for The Monster
- 2014: Jay-Z & Justin Timberlake for Holy Grail
- 2013: Jay-Z, Kanye West, Frank Ocean & The-Dream for No Church in the Wild
- 2012: Kanye West, Rihanna, Kid Cudi & Fergie for All of the Lights
- 2011: Jay-Z & Alicia Keys for Empire State of Mind
- 2010: Jay-Z, Rihanna & Kanye West for Run This Town
- 2009: Estelle & Kanye West for American Boy
- 2008: Rihanna & Jay-Z for Umbrella
- 2007: Justin Timberlake & T.I. for My Love
- 2006: Jay-Z & Linkin Park for Numb/Encore
- 2005: Usher med Lil Jon & Ludacris for Yeah!
- 2004: Beyoncé & Jay-Z for Crazy in Love'
- 2003: Nelly & Kelly Rowland for Dilemma
- 2002: Eve & Gwen Stefani for Let Me Blow Ya Mind